# Race Driver: GRID
Race Driver: GRID ist ein von Codemasters entwickeltes Rennspiel, das sich namentlich der Rennspiel-Serie Race Driver zuordnen lässt, jedoch nicht mehr wie die Vorgänger auf die DTM aufbaut, GRID ist somit kein Nachfolger der DTM-Race-Driver-Serie. Das Spiel erschien in Europa am 30. Mai 2008 für Windows, sowie die Spielekonsolen PlayStation 3, Xbox 360 und Nintendo DS. Im Jahr 2010 erschien in Europa eine Arcade-Version.
Laut mehreren Berichten wurden die Multiplayer-Server der Windows- und PS3-Versionen im Juni 2011 abgeschaltet. Die Server für die Windows-Version sind mittlerweile wieder online, die PS3-Server bleiben weiterhin offline.

## Weitere veröffentlichte Titel
- GRID 2 - Am 8. August 2012 kündigte der Entwickler Codemasters die Fortsetzung an,[3] die am 31. Mai 2013 für PlayStation 3, Xbox 360 und Windows erschienen ist.
- GRID Autosport - Der dritte Teil der Serie wurde am 22. April 2014 angekündigt. Das Spiel erschien am 27. Juni 2014 für Windows, Xbox 360 und PlayStation 3.[4] Der Fokus wird bei diesem Ableger wieder mehr auf Realismus gelegt.[5]
- GRID - Am 19. September 2019 erschien der Ableger für Windows, Xbox One, PlayStation 4 und Google Stadia.[6]
- GRID Legends - Am 24. Februar 2022 erschien die jüngste Fortsetzung.[7]

## Inhalt
Race Driver: GRID umfasst einen Fuhrpark von 45 lizenzierten Wagen, welche in 13 Disziplinen unterteilt werden, sowie 89 Strecken in Europa, Japan und den USA. Laut Entwickler Codemasters sind weitere Inhalte (sogenannter Download Content) für alle Plattformen geplant.
Neben einer für zur Zeit des Releases hochwertigen Grafik versucht das Spiel auch durch ein Schadensmodell, actionlastige Replays und die Möglichkeit, ohne umfangreiches Üben in das Renngeschehen einsteigen zu können, zu überzeugen. Letzteres wird vor allem durch vorgegebene Fahrzeug- und Streckensettings, die Möglichkeit bei einem Fahrfehler zurückzuspulen und zu einem früheren Zeitpunkt fortzufahren, und eine relativ arcadelastige Steuerung unterstützt.
Das Schadensmodell umfasst sowohl optischen als auch technischen Schaden an den Fahrzeugen sowie einzelnen Streckenelementen. Auf eine Boxengasse und die Möglichkeit das Fahrzeug während des Rennens reparieren zu können wurde verzichtet, das Fahrzeug steht nach einem Rennen wiederhergestellt bereit.
Im Karrieremodus, welcher auf 51 Veranstaltungen zuzüglich saisonal stattfindender 24-Stunden-Rennen aufbaut, wird durch Sponsorenvorgaben Anreiz gegeben, möglichst schnell und fair ins Ziel zu kommen; auf Geld- und Zeitstrafen wird jedoch verzichtet.
Die Fahrphysik ist nicht realistisch, implementiert jedoch realitätsnahe Umstände. So kann zum Beispiel das Fahrzeug ins Schleudern geraten, durch zu starke Kräfte aus der Kurve getragen werden, sich überschlagen, über Curbs hüpfen, den Grip verlieren, und sich selbst und Kontrahenten somit im Fahrfluss behindern.

## Einzelspieler-Modus
Der Karrieremodus ist das Herzstück des Einzelspieler-Modus. Eine kampagnenartige Handlung besteht nicht. Der Spieler beginnt als Amateurfahrer ohne Fahrerlizenzen und wird dazu ermutigt, durch das Fahren für andere Teams einen gewissen Geldbetrag für die Gründung seines eigenen Teams zu erwirtschaften. Sobald das eigene Team besteht, kann man mit einem Teamkollegen und über Sponsorenverträge mehr Geld und Punkte verdienen. Die ersten drei Stufen unterteilen sich in jeweils mehrere Veranstaltungen in Europa, Japan und den USA, welche wiederum aus mehreren Rennen zusammengesetzt sind. Zum Erwerben einer Lizenz muss ein Mindestbetrag an Sponsorenpunkten, die je nach erfüllten Sponsorenvorgaben verteilt werden, gesammelt werden. Anschließend kann der Spieler auf der nächsthöheren Stufe fahren. Stufe vier besteht aus sechs internationalen Rennserien, die letzte Stufe wird in der Königsklasse des Spiels – den 24 Stunden von Le Mans – ausgetragen. Ist der Spieler gerade nicht in eine Rennserie eingebunden, steht es ihm frei, bereits gefahrene zu wiederholen. Nach einigen Rennen, abhängig von der gewählten Stärke der KI-Gegner und den aktiven Fahrhilfen, ist eine Saison beendet. Nach jeder beendeten Saison kann man als Fahrer für ein anderes, aber auch für sein eigenes Team in einer gewählten Klasse am 24-Stunden-Rennen teilnehmen (oder dieses Event eben überspringen).
Der Renntag-Modus stellt es dem Spieler frei, mit welchem Wagen er auf welcher der 89 Strecken fährt. In vielen anderen Spielen ist das Äquivalent als Arcade-Modus bekannt: Ohne vorherigen Aufwand stehen dem Spieler alle Wagenklassen und Strecken zur Auswahl.
Im Online-Modus kann der Spieler gegen bis zu elf weitere Fahrer antreten. Dieser Modus ist, wie die Karriere auch, in Meisterschaften unterteilt, welche verschiedene Rennen zu Serien verbinden. Vor einer Runde stimmen die Spieler in der Sitzung über den Austragungsort und anschließend über die Rennserie ab. Abhängig vom Eintreffen ins Ziel oder der Reihenfolge des Ausscheidens werden am Ende jedes Rennens Punkte verteilt, die anschließend als Summe ein endgültiges Ranking ergeben. Durch ein Elo-ähnliches Bewertungssystem werden so Punkte an die Spieler verteilt. Punktabzug für ein schlechtes Abschneiden oder unfaires Agieren gibt es in Race Driver: GRID jedoch nicht.

## Fahrzeuge
Folgende Fahrzeuge sind im Spiel anwählbar:
| Fahrzeugliste            |                             |                            |
| Aston Martin DBR9        | FJ 1000                     | Nissan R390 GT1            |
| Audi R10 TDI             | Ford Mustang Boss 302       | Pagani Zonda R             |
| BMW 320si                | Ford Mustang GT-R Concept   | Panoz Esperante            |
| Chevrolet Corvette C5-R  | Honda NSX                   | Plymouth AAR 'CUDA         |
| Chevrolet Corvette C6-R  | Jupiter Eagleray MK5        | Pontiac GTO                |
| Chevrolet Camaro Concept | Koenigsegg CCGT             | Porsche 911 GT3 RSR        |
| Chevrolet Lacetti        | Koenigsegg CCXR             | Saleen S7R                 |
| Creation CA06/H-JUDD     | Lamborghini Murciélago R-GT | Spyker C8 Spyder           |
| Courage C65              | Lola B05/40                 | Subaru Impreza             |
| Courage LC70             | Lola B06/10                 | Toyota Corolla GT-S (AE86) |
| Dallara Formula 3        | Mazda 787B                  | Toyota Soarer (JZZ30)      |
| Dodge Challenger Concept | Mazda RX-7 FD3S             | Toyota Supra               |
| Dodge Charger SRT8       | Nissan 350Z                 | TVR Tuscan Challenge       |
| Dodge Viper SRT10        | Nissan Silvia               |                            |
| Doran Racing JE4         | Nissan Skyline GT-R Z-Tune  |                            |

## Vertretene Rennklassen
- Club GT
- Demolition Derby
- Drift
- GT2
- GT1
- LMP2
- LMP1
- Open Wheel (Formel 3 und Formel 1000)
- Prestige
- Prototype
- ProTuned Muscle-Car
- ProTuned Street
- Touring Cars